# Języki hmong-mien
Języki hmong-mien lub miao-yao – mała rodzina językowa, skupiająca języki południowych Chin i południowo-wschodniej Azji. Używane w górskich rejonach południowych Chin, w tym prowincjach: Kuejczou, Hunan, Junnan, Syczuan, Kuangsi i Hubei, gdzie stały się językami tzw. ludzi wzgórz, podczas gdy Chińczycy Han zasiedlili żyźniejsze doliny rzeczne.
W przeciągu ostatnich 300 – 400 lat, ludzie Hmong i niektórzy Mien wywędrowali do Tajlandii, Laosu, Wietnamu i Mjanmy. W wyniku wojen indochińskich (I wojna indochińska, II wojna indochińska), wielu użytkowników hmong opuściło południowo-wschodnią Azję by osiedlić się w Australii, USA i innych krajach zachodnich.
Języki hmong-mien wyraźnie dzielą się na hmong (miao) i mien (yao), choć są blisko spokrewnione. Związki, słabo znanego, języka ho nte (chiń. shē) są niejasne, choć wydaje się być bliższy dialektom mien. Częściowo odpowiedzialny za trudność klasyfikacji jest silny wpływ sąsiednich języków.
Wcześniejsze systematyki umieszczały języki hmong-mien w sino-tybetańskiej rodzinie językowej i choć w wielu chińskich klasyfikacjach pozostają tam nadal – na zachodzie przyjmuje się, że stanowią odrębną rodzinę.

Kolebka języków hmong-mien znajdowała się w południowych lub nawet środkowych Chinach. Obecnie, obszarem największej różnorodności językowej jest międzyrzecze Jangcy i Mekongu, choć istnieją powody by wierzyć, że ludy wywędrowały z północy wraz z naporem Chińczyków Han.

Miáo i yáo to nazwy mandaryńskie. Endoetnonimami Miao są Meo, Hmu, Mong i Hmong, ale ponieważ większość laotańskich uchodźców w USA nazywa siebie Hmong lub Mong, te właśnie nazwy są najlepiej znane. Jednakże w Chinach, gdzie żyje większość ludności Miao – praktycznie się ich nie używa. Z kolei chińskie miano yao odnosi się raczej do wspólnoty kulturalnej, posługujące się językami zarówno mien, jak i dajskimi, ji czy miao. Z uwagi na nieprecyzyjność mandaryńskiej nazwy, etnonim mien może być preferowany jako bardziej jednoznaczny. Zarówno hmong, jak i mien, oznaczają człowieka, osobę.

Jak wiele języków południowych Chin, hmong i mien są monosylabiczne i analityczne. Posiadają, również, jeden z najbogatszych zasobów tonów.

## Proponowana klasyfikacja
Ethnologue wymienia 35 języków Hmong-Mien, z których część jest wzajemnie zrozumiała. Następująca jest oparta na klasyfikacji Jamesa Matisoffa z 2001.
- Języki hmong (miao)
  -  ? 'gelo'
  - północne hmong
    - xiangxi miao (czerwone miao)

  - zachodnie Hmong
    - libo miao
    - weining miao
    - ji miao
    - hmong właściwe (w tym hmong njua (niebieski/zielony miao) oraz hmong daw (biały miao) )

  - środkowe hmong
    - qiandong miao (czarne miao)
    - longli miao

  - wschodnie Kuejczou
  - patengickie
    - pa-hng
    - yongcong

- Języki mien (Yao)
  - ju mien
  - kim mun
  - ba pai

Pozycja  języka ho nte jest niejasna.
Inne klasyfikacje, przygotowane przez  m.in. Streckera czy chińskich językoznawców są dostępne na stronie Bryce’a Schroedera.